# Copa de Chad
La Copa de Chad es un torneo de fútbol a nivel de clubes de Chad, se disputa desde 1973 y es organizada por la Federación de Fútbol de Chad.

## Formato
Se juega bajo un sistema de eliminación directa y todos los equipos del país pueden competir en él.
El equipo campeón obtiene la clasificación a la Copa Confederación de la CAF.

## Lista de Ganadores
- 1973 : Gazelle FC (N'Djaména)
- 1974 : Gazelle FC (N'Djaména)
- 1975-78 : Desconocido
- 1979-86 : No se jugó
- 1987 : Desconocido
- 1988 : Elect-Sport FC (N'Djaména)
- 1989 : Tourbillon FC (N'Djaména)
- 1990 : Renaissance FC (N'Djaména)
- 1991 : Postel 2000 FC (N'Djaména) 1-0 AS CotonTchad (N'Djaména)
- 1992 : Massinya (Massénya) 2-0 Boussa
- 1993 : Renaissance (Abéché) 3-2 Elect-Sport FC
- 1994 : Renaissance FC (Abéché or N'Djaména)
- 1995 : AS CotonTchad (N'Djaména)
- 1996 : Renaissance FC (Abéché or N'Djaména)?
- 1997 : Gazelle FC (N'Djamena)
- 1998/99 : AS CotonTchad (N'Djaména)
- 1999/00 : Gazelle FC (N'Djaména)
- 2001 : Gazelle FC (N'Djaména)
- 2002 : Desconocido
- 2003 : Desconocido
- 2004 : Renaissance FC (N'Djaména)
- 2005 : Renaissance FC (N'Djaména)
- 2006 : Renaissance FC (N'Djaména)
- 2007 : Renaissance FC (N'Djaména)
- 2008 : Tourbillon FC
- 2009 : AS CotonTchad (N'Djaména) 2-0 ASBNF (Koumra)
- 2010 : Tourbillon FC
- 2011 : Foullah Edifice FC (N'Djamena)
- 2012 : Gazelle FC (N'Djaména)
- 2013 : Aslad Moundou (N'Djaména)
- 2014/15 : Renaissance FC (N'Djaména)

## Distribución de Títulos
| Club                 | Títulos |
| -------------------- | ------- |
| Renaissance FC       | 8       |
| Gazelle FC           | 6       |
| Tourbillon FC        | 3       |
| AS CotonTchad        | 3       |
| Postel 2000 FC       | 1       |
| Renaissance (Abéché) | 1       |
| Foullah Edifice FC   | 1       |
| Massinya             | 1       |
| Aslad Moundou        | 1       |
| Elect-Sport FC       | 1       |